# Oberwölz Stadt
Oberwölz Stadt è una frazione di 1 001 abitanti del comune austriaco di Oberwölz, nel distretto di Murau (Stiria). Già comune autonomo, il 1º gennaio 2015 è stato fuso con i comuni di Oberwölz Umgebung, Schönberg-Lachtal e Winklern bei Oberwölz per costituire la nuova città-comune (Stadtgemeinde), della quale Oberwölz Stadt è sede comunale.